# Histiothrissa
Histiothrissa macrodactyla
Genre
Espèce
Synonymes
- Sardinius macrodactylus von Marck, 1858 - protonyme[1]

Histiothrissa est un genre fossile de poissons à nageoires rayonnées de l’ordre des Clupeiformes. Il a vécu lors du Santonien. Son espèce type est Histiothrissa macrodactyla. Ses restes fossiles ont été mis au jour en Europe et au Moyen-Orient.

## Galerie

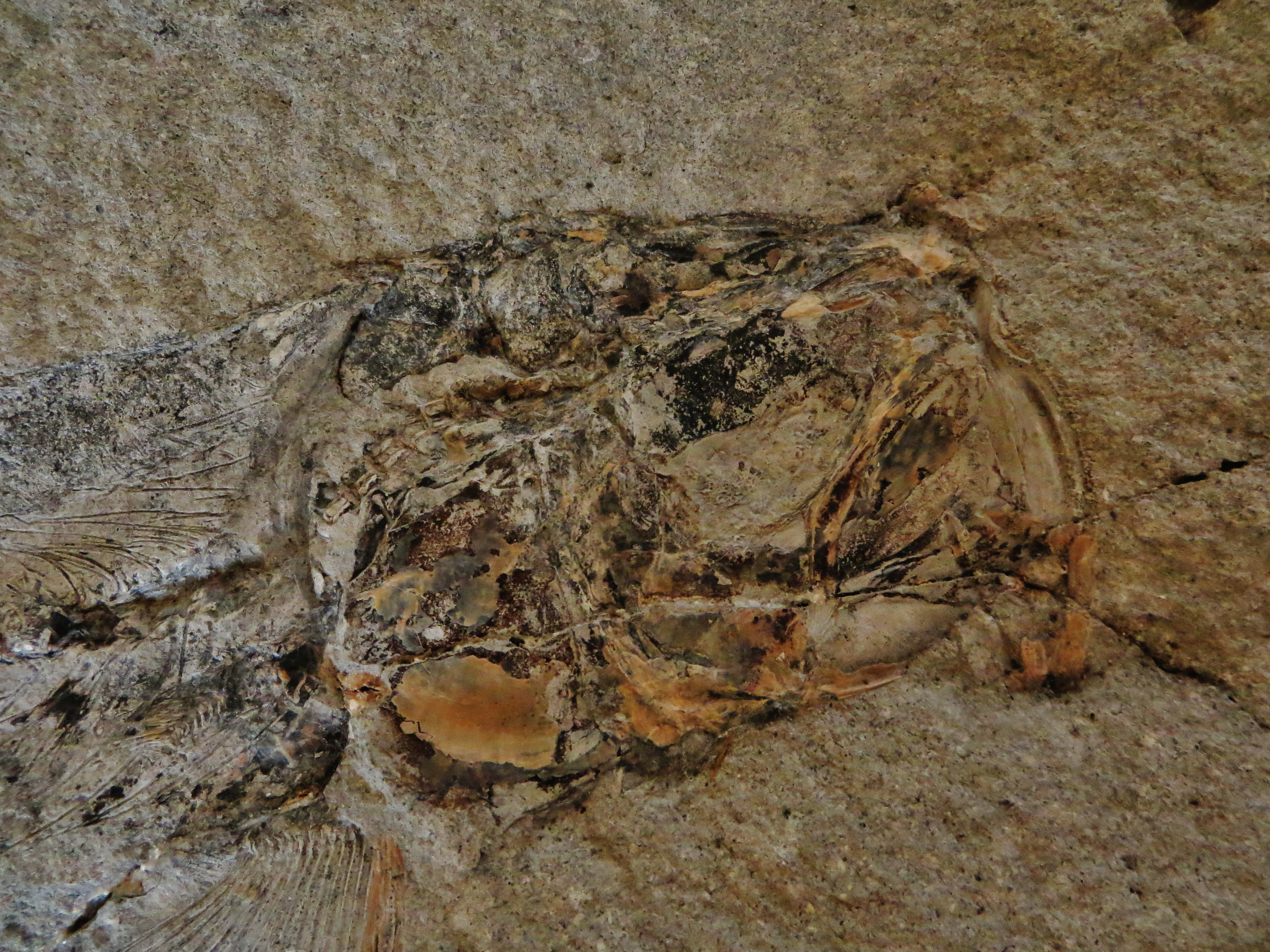
Histiothrissa macrodactyla – détail du crâne.